# Moso in Passiria
Moso in Passiria (en allemand, Moos in Passeier) est une commune italienne d'environ 2 100 habitants située dans la province autonome de Bolzano dans la région du Trentin-Haut-Adige dans le nord-est de l'Italie.

## Administration
| Période                                  | Période  | Identité      | Étiquette | Qualité |
| ---------------------------------------- | -------- | ------------- | --------- | ------- |
| 9/5/2005                                 | En cours | Wilhelm Klotz | SVP       | maire   |
| Les données manquantes sont à compléter. |          |               |           |         |

### Hameaux
Plan, Plata, Corvara, Stulles, Ulfas

### Communes limitrophes
Les communes limitrophes sont  Parcines, Racines, Rifiano, San Leonardo in Passiria, San Martino in Passiria, Senales, Sölden et Tyrol.